# Madridi vidámpark

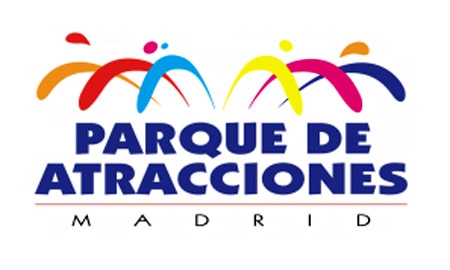
A vidámpark logója

A Parque de Atracciones de Madrid egy 1969 óta működő vidámpark, ami a Casa de Campo-ban, Madrid legnagyobb közparkjában található. Spanyolország 3. legrégebb óta működő vidámparkja, a Parque de Atracciones de Tibidabo (Barcelona) és a Parque de Atracciones Monte Igueldo (San Sebastián) mögött. A parkot a spanyol székhelyű Parque Reunidos működteti a Madridi önkormányzat engedélyével, megállapodásuk 2039-ig érvényes.

## Története

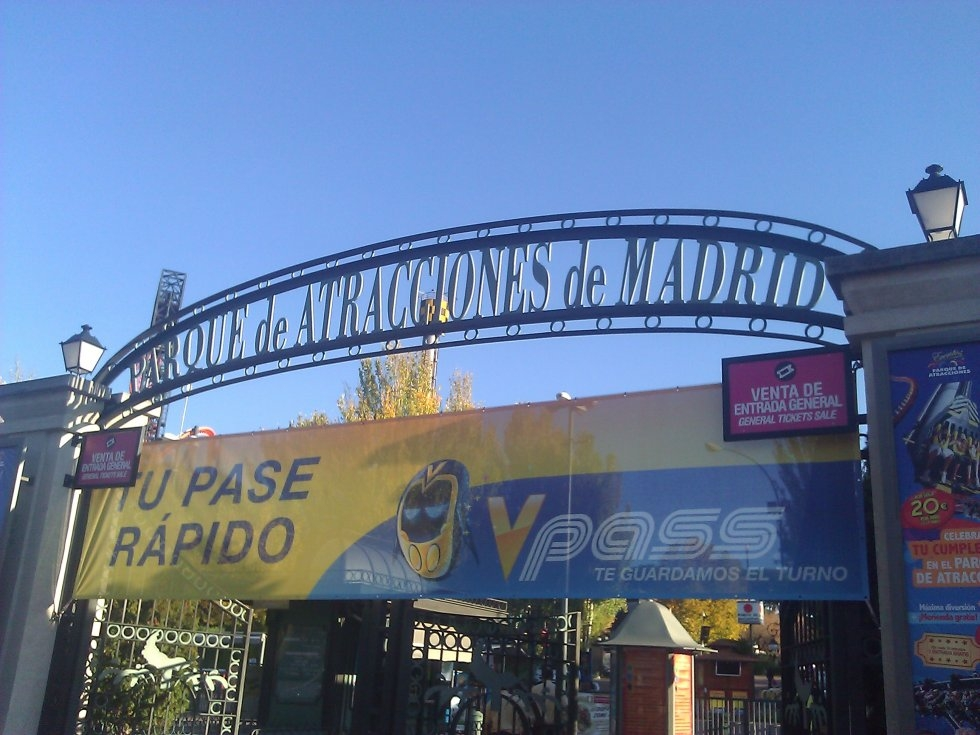
A park bejárata

A park 1969-ben nyitotta meg először kapuit, az ismert spanyol politikus, Carlos Arias Navarro közreműködésével. A kezdeti látványosságai egy labirintus, egy csúszda, egy dodzsem, valamint az „El Valle de la Prehistoria”, a „El Pulpo” és a „Jet Star” nevű játékok voltak. A vidámpark az óta számos átalakításon ment keresztül, melyek során egyes játékokat bezártak, vagy lebontottak, helyére pedig új, modernebb szórakoztató eszközöket építettek.
1990-ben a park egy északnyugati szárnnyal bővült, benne a Condor, T.I.R, Sillas Voladoras és a Minimotos játékokkal, ezek mellett pedig a Katapult Ride-ot is ebben az évben mutatták be.
A legnagyobb átalakítást 1998-ban végezték, ami nagyjából 48 millió euróba került. A parkot öt fő része osztották fel, és mindegyik játékot ellátták egy névvel, ami annak a zónának a témájához illett, amiben az adott játék megtalálható volt. Szintén ezen felújítás keretein belül a vidámparkot számos új, színes dekorációs elemmel látták el, illetve megnőtt a különböző show műsorök száma, és már szuvenírboltok is nyitva állnak a látogatók előtt.
A belépőket illetően sokáig kétféle jegyet lehetett vásárolni, az egyik fajta egyszeri belépésre jogosította fel a látogatót, a másik, drágább árkategóriájú jegy emellett még magába foglalta azt is, hogy egy napon keresztül korlátlan számban volt használható vele a vidámpark összes játéka.
A vidámparknak 2008 óta nagyjából 350 alkalmazottja van, 39 játék található benne, és évente átlagosan nagyjából 2,5 millió ember látogatja.

## Részei

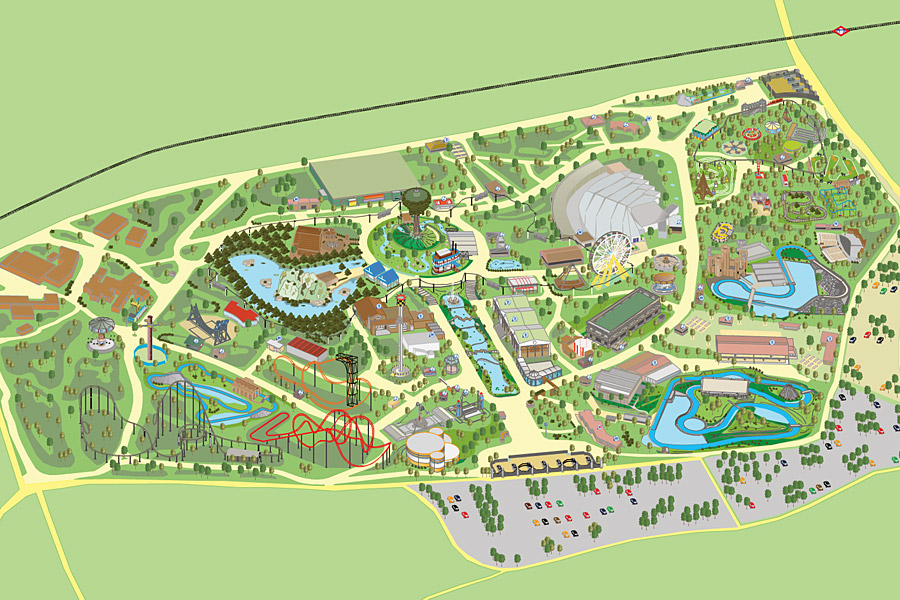
A vidámpark térképe

A vidámparknak jelenleg négy nagyobb része van, mivel a korábbi ötödik részt, az úgynevezett Gran Avenida-t 2012-ben az első részhez csatolták.
Az első terület a „Zona Tranquilidad” (csendes zóna) nevet kapta, itt találhatók például a La Jungla és a Star Flyer nevű játékok. Emellett pedig ezen a részen vannak még céllövöldék, trambulinok, valamint számos étterem, bolt, és két színpad, amiken egész évben különböző előadások és koncertek láthatók.
A második terület az úgynevezett „Zona del Maquinismo”, amiben többnyire hullámvasutak szórakoztatják a bátrabb látogatókat.
A harmadik terület a „Zona de la Naturaleza” („zöld” zóna) névre hallgat, ez a park legzöldebb területe, itt található a vidámpark két vizes játéka is, valamint egy 4D-s mozi.
A negyedik terület pedig a „Nickelodeonland” (a Nickelodeon zóna) nevet kapta.

## Játékok és egyéb szolgáltatások

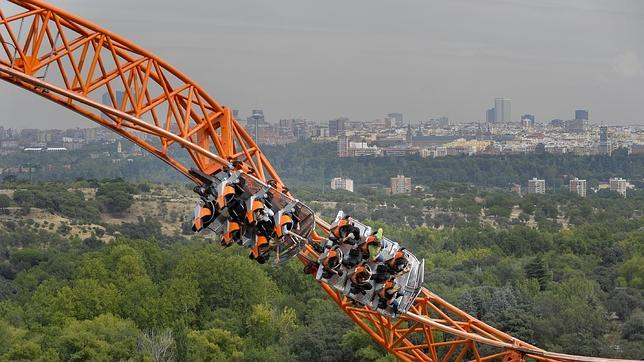
Hullámvasút

A vidámparkban található játékokat négy fő kategóriába sorolták be.
Az első „Muy exigente” (nagyon igényes) kategória játékai: Tifón, Abismo, La Lanzadera, Vértigo, Tarántula, Tornado, Star Flyer, Top Spin és a La Máquina.
A második „Emocionante” (izgalmas) kategória játékai: Aserradero, Los Fiordos, Los Rápidos, Simulador Virtual, Rotor és a Sillas Voladoras.
A harmadik „Familiar” (családi) kategória játékai: Tiovivo, Cine 4D, Zeppelin, La Jungla, Cueva de las Tarántulas, és a TNT Tren de la Mina.
A negyedik „Nickelodeonland” kategória játékai: Magneto de Jimmy Neutrón, La Aventura de Dora, Al Bosque con Diego, Juegos de Agua, Cazameduzas de Patricio, Los Globos Locos, Coches de Choque de Rugrats, Padrinos Voladores, Splash Bash, Hero Spin, Patrulla Canina és a Nickelodeon Express.
A játékok mellett a következő szolgáltatásokat biztosítja még a vidámpark: Baby Car bérlése kisgyermekek számára; elsősegély pontok; pelenkázók; baba-mama szoba; csomagmegőrző a bejáratoknál; információs pontok

## Megközelítés
Mivel a park Madrid városhatárán belül található, könnyen megközelíthető autóval, tömegközlekedéssel (a 10-es számú metró vonalán található, legközelebbi metrómegálló a Batán), de akár gyalogosan is.

## Nyitvatartás
Hétvégenként mindig látogatható, viszont hétköznapokon változik a nyitvatartás.

## Jegyvásárlás
Jegyvásárlásra a helyszínen illetve interneten is van lehetőség. Internetes vásárlás esetén lényegesen olcsóbban lehet hozzájutni a belépőhöz, viszont ebben az esetben azt minimum hét nappal a tervezett látogatás előtt kell megvásárolni. Továbbá különböző szezonális bérletek váltására is biztosítanak lehetőséget.